# Paulo Cardoso da Silva
Paulo Cardoso da Silva O. Carm. (Caruaru, 19 de outubro de 1934) é frade carmelita e bispo católico brasileiro. Foi o sexto bispo diocesano de Petrolina e é irmão do Arcebispo Emérito de Recife e Olinda, Dom Frei José Cardoso Sobrinho.

## Biografia
Nasceu em Caruaru, Pernambuco, filho de Antonina de Melo Cardoso e Antônio Cardoso da Silva. Seu irmão mais velho, José Cardoso Sobrinho, também é frade carmelita e é arcebispo emérito de Olinda e Recife.
Estudou Filosofia e Teologia no Seminário Carmelita de São Paulo. Obteve licenciatura em Ciências Sociais pela Faculdade de Filosofia de Caruaru e mestrado na mesma matéria pela Pontifícia Universidade Gregoriana.
Dom Paulo foi ordenado padre no dia 11 de dezembro de 1960. Foi pároco de Camocim de São Félix, onde fundou o Convento Nossa Senhora Peregrina, assim como o Colégio Monte Carmelo, anexo ao convento. Em 30 de novembro de 1984 foi nomeado bispo de Petrolina e recebeu a ordenação episcopal no dia 19 de março do ano seguinte, das mãos de Dom Augusto Carvalho, bispo de Caruaru. Foi empossado como bispo diocesano no dia 1 de maio de 1985. Seu lema episcopal é Evangelizar os pobres.
No dia 27 de julho de 2011 o Papa Bento XVI aceitou o seu pedido de renúncia, por limite de idade, ao encargo da  Diocese de Petrolina.